# A Killing Affair
A Killing Affair es una película drama norteamericana protagonizada por Peter Weller, Kathy Baker, John Glover, Bill Smitrovich y Danny Nelson emitida en 1986.

## Sinopsis
Durante la Segunda Guerra Mundial, un extraño, Baston Morris (Weller), llega a una pequeña ciudad en busca de trabajo en la fábrica local. Se reúne con el malvado empresario de la ciudad, Pink Gresham (Smitrovich), que abusa de los hombres y tiene asuntos con las mujeres. Juguetes de color rosa con la situación de Baston, pero mantiene la parte superior con su pistola y persigue Baston lejos.
Baston se reúne con la esposa de Pink, Maggie (Baker), y gira una historia de philandering de su marido y la participación personal de Pink con los asuntos de Baston en su ciudad natal en el condado siguiente.
La subtrama contiene historias del hermano de Maggie, Shep Sheppard, (Glover), que es un predicador fundamentalista que ha seguido los caminos misóginos de su padre. Sheppard se pone de parte de Pink cuando se trata de establecer la ley, y una caza sigue para Baston después de que las historias se revelan de él siendo un asesino de hacha.